# Skala Glasgow
Skala Glasgow, GCS (od ang. Glasgow Coma Scale) – skala używana w medycynie w celu oceny poziomu przytomności. Początkowo wprowadzono ją w celu umożliwienia szybkiej oceny stanu pacjentów po urazie głowy i wstępnego ustalenia rokowania. Obecnie jest powszechnie stosowana zarówno w medycynie ratunkowej, jak i do śledzenia zmian poziomu świadomości pacjentów w czasie leczenia.
Ocenie podlega:
- Otwieranie oczu
  - 4 punkty – spontaniczne
  - 3 punkty – na polecenie
  - 2 punkty – na bodźce bólowe
  - 1 punkt – nie otwiera oczu

- Kontakt słowny:
  - 5 punktów – odpowiedź logiczna, pacjent zorientowany co do miejsca, czasu i własnej osoby
  - 4 punkty – odpowiedź splątana, pacjent zdezorientowany
  - 3 punkty – odpowiedź nieadekwatna, nie na temat lub krzyk
  - 2 punkty – niezrozumiałe dźwięki, pojękiwanie
  - 1 punkt – bez reakcji

- Reakcja ruchowa:
  - 6 punktów – spełnianie ruchowych poleceń słownych, migowych
  - 5 punktów – ruchy celowe, pacjent lokalizuje bodziec bólowy
  - 4 punkty – reakcja obronna na ból, wycofanie, próba usunięcia bodźca bólowego
  - 3 punkty – patologiczna reakcja zgięciowa, odkorowanie (przywiedzenie ramion, zgięcie w stawach łokciowych i ręki, przeprost w stawach kończyn dolnych)
  - 2 punkty – patologiczna reakcja wyprostna, odmóżdżenie (odwiedzenie i obrót ramion do wewnątrz, wyprost w stawach łokciowych, nawrócenie przedramion i zgięcie stawów ręki, przeprost w stawach kończyn dolnych, odwrócenie stopy)
  - 1 punkt – bez reakcji

Uwzględnia się najlepszą uzyskaną odpowiedź w każdej kategorii. Łącznie można uzyskać od 3 do 15 punktów, ale należy zaznaczyć z jakich składowych powstał wynik (np. GCS 12: 3/4 + 4/5 + 5/6). Punktacja w skali Glasgow służy jedynie do oceny stopnia zaburzeń świadomości, nie jest zaś kryterium orzekania o śmierci mózgu - osoba zmarła będzie oceniona w skali na 3 punkty, jednakże pacjent w znieczuleniu ogólnym do zabiegu również uzyska punktację 3. 
Należy uwzględnić sytuacje, w których ocena w skali Glasgow jest utrudniona. Do najczęstszych należą: 
- intubacja – pacjent przytomny nie toleruje rurki intubacyjnej. Wynik GCS ≤ 8 stanowi wskazanie do intubacji, a także rozważenia inwazyjnego pomiaru ciśnienia wewnątrzczaszkowego
- niedowład lub porażenie – pacjent nie porusza się z innego powodu.

W przypadku urazu głowy utrata choćby jednego punktu w skali GCS jest jednym ze wskazań do wykonania tomografii komputerowej głowy.
Skala Glasgow może być stosowana u dzieci, które już dobrze mówią, to znaczy od 4 roku życia. U mniejszych dzieci stosuje się pediatryczną skalę Glasgow.